# Johan Falk: Alla råns moder
Johan Falk: Alla råns moder, es una película de acción estrenada el 24 de octubre de 2012 dirigida por Anders Nilsson.
La película es la decimosegunda entrega de la franquicia y forma parte de las películas de Johan Falk.

## Sinopsis
Uno grupo de exmilitares suecos que sirvieron juntos en Afganistán se infiltran en la casa del retirado ingeniero en jefe del banco "Riksbank", Arthur Jönsson buscando unos planos, Arthur es torturado y posteriormente Eloma lo mata lanzándolo desde el balcón de su departamento, unas horas después los mismos hombres realizan otro robo ahora en Frölunda Square, después de lo sucedido el Equipo de Investigaciones Especiales "GSI" es llamado para investigar la serie de crímenes. Al investigar descubren que los robos realizados por el grupo de criminales sólo son ensayos para un gran robo que realizarán en contra del banco "Riksbank".
Mientras tanto, la segunda al mando del "GSI", Sophie Nordh le ofrece al líder de la mafia Seth Rydell una oferta que no puede rechazar, por lo que Seth comienza a trabajar como infiltrado y su contacto es Sophie, quien le da el alias de "Hjördis", en honor a su abuela. Al inicio Siphie está preocupada por su nueva relación con Seth, pero Johan la apoya y le cuenta que el oficial Tommy Ridders en realidad había sido asesinado por el criminal Skägget y no por su informante Frank Wagner.
Después de que la GSI arresta a Fredrik Larsson luego de encontrar armas en su casa, Lundström sugiere que deberían buscar a alguien que cubra su lugar, sin embargo aunque al inicio Eloma no está de acuerdo finalmente aceptan la sugerencia de Göran Svensson quien les dice que tiene un amigo que puede hacer el trabajo y quien es la misma persona que les ha estado surtiendo con las armas que utilizan para los robos, cuando se encuentran nuevamente Svensson les presenta a su amigo "Stefan" sin revelarles que su verdadera identidad es Seth Rydell.
Cuando el último robo sale mal, Svensson recibe un disparo fatal en el estómago por parte de Gösta Öberg, uno de los guardias de seguridad del camión que transportaba el dinero del banco, por lo que Eloma termina matándolo. Los criminales junto con Seth logran escaparse, sin embargo Rydell logra mandar un mensaje en clave morse a la policía sobre su ubicación y luego mata a Svensson asfixiándolo, y después de varias sospechas Eloma descubre la verdadera identidad de Seth pero le dice que no va a decir nada.
Cuando la GSI los encuentra, Peter Davies es arrestado mientras que su hermano Lundström, es asesinado a disparos por la policía quien reaccionó luego de que él les apuntara, finalmente Seth mata a Eloma luego de dispararle en la cabeza.
Al final cuando Sophie se reúne con Seth, le dice que Peter había identificado a Eloma como el asesino del guardia de seguridad y que no había revelado su participación en el roba frente a la policía, por lo que no sería arrestado. Matte y Johan entran a la casa de Seth y recuperan el dinero que tomó del robo y Johan lo dona a un grupo de músicos.

## Personajes

### Personajes principales
| Actor             | Personaje        | Ocupación                                     | Notas                                                |
| ----------------- | ---------------- | --------------------------------------------- | ---------------------------------------------------- |
| Jakob Eklund      | Johan Falk       | Teniente y Oficial de la Unidad GSI           | -                                                    |
| Jens Hultén       | Seth Rydell      | Gánster / Informante                          | -                                                    |
| Meliz Karlge      | Sophie Nordh     | 2.ª. al Mando y Oficial de la Unidad GSI      | -                                                    |
| Anastasios Soulis | Felix Rydell     | Gánster                                       | -                                                    |
| Mårten Svedberg   | Vidar Pettersson | Oficial de la Unidad GSI                      | -                                                    |
| Mikael Tornving   | Patrik Agrell    | Jefe de la Unidad GSI                         | -                                                    |
| Alexander Karim   | Niklas Saxlid    | Oficial de la Unidad GSI / Psicólogo          | -                                                    |
| Zeljko Santrac    | Matte            | Oficial de la Unidad GSI                      | -                                                    |
| Simon J. Berger   | Göran Svensson   | Criminal                                      | murió luego de recibir un disparo en el estómago     |
| Lars Andersson    | Eloma            | Criminal / exmilitar                          | murió luego de recibir un disparo en la cabeza       |
| Michel Riddez     | Lundström Davies | Crimianl / exmilitar                          | murió luego de recibir varios disparos de la policía |
| Bo Wettergren     | Peter Davies     | Criminal / Guardia de Seguridad de "Riksbank" | arrestado                                            |
| Alexander Stocks  | Fredrik Larsson  | Criminal / exmilitar                          | arrestado por posesión de armas                      |

### Personajes secundarios
| Actor                     | Personaje                 | Ocupación                             | Notas                                       |
| ------------------------- | ------------------------- | ------------------------------------- | ------------------------------------------- |
| Jessica Zandén            | Eva Ståhlgren             | Jefa del Condado de Crimea            | -                                           |
| Christian Brandin         | Conny Lloyd               | Gánster / Miembro de la Banda de Seth | -                                           |
| Anders Gustavsson         | Victor Eriksen            | Gánster / Miembro de la Banda de Seth | -                                           |
| Yngve Dahlberg            | Göran Forslund            | Gerente del Banco "Riksbank"          | -                                           |
| Hanna Ullerstam           | Ann-Louise Rojas          | Oficial de la Unidad GSI              | -                                           |
| Johan Hedenberg           | Örjan Bohlin              | Empresario / expareja de Helén        | -                                           |
| Kjell-Thomas Heidene      | Arthur Jönsson            | Ingeniero                             | asesinado luego de ser lanzado de su balcón |
| Joel Kinnaman             | Frank Wagner (flashback)  | Informante / Infiltrado               | -                                           |
| Reuben Sallmander         | Tommy Ridders (flashback) | Oficial de la Unidad GSI              | asesinado por Skägget de varios disparos    |
| Tomas Glaving             | Skägget (flashback)       | Criminal                              | -                                           |
| Joel Berg                 | Mårten                    | -                                     | -                                           |
| Ralf Beck                 | Gösta Öberg               | Guardia de Seguridad                  | asesinado a disparos por Elomaa             |
| Thomas Nilsson            | Lill-Gnistan              | Oficial de la GSI                     | -                                           |
| Helena Eliasson           | Annika                    | Oficial de la GSI                     | -                                           |
| Marie Richardson          | Helén Andersson Falk      | Esposa de Johan                       | -                                           |
| Alvina Nilsson            | Luna Rydell               | Hija de Seth                          | -                                           |
| Nicole Marouki            | Sara Nordh                | Hija de Sophie                        | -                                           |
| Loana Masic               | Emelie Nordh              | Hija de Sophie                        | -                                           |
| Dennis Alvdén             | Robin Agrell              | Hijo de Patrick                       | -                                           |
| Tom Lidgard               | Max Agrell                | Hijo de Patrick                       | -                                           |
| Jonas Sjöqvist            | Roger Nordh               | ex de Sophie                          | -                                           |
| Isidor Alcaide Backlund   | Ola Falk                  | Hijo de Johan                         | -                                           |
| Hanna Alsterlund          | Nina Andersson Falk       | Hijastra de Johan                     | -                                           |
| Jonas Bane                | Bill                      | Novio de Nina                         | -                                           |
| Alexandra Zetterberg      | Lena Törnell              | Policía del Condado                   | -                                           |
| Anders Granell            | Kjell                     | Portavoz de Prensa                    | -                                           |
| Frederik Nilsson          | Erik Berg                 | Periodista                            | -                                           |
| Kristina Brändén Whitaker | Natascha Elmborg          | exnovia de Seth                       | -                                           |
| Eva Edwall                | -                         | Superintendente de la Policía         | -                                           |
| Michael Engberg           | -                         | Comisionado                           | -                                           |
| Katarina Nyberg           | -                         | Detective Forense                     | -                                           |
| Mikael Westerlund         | -                         | Jefe de Escolta                       | -                                           |
| Carl Peter Carlsson       | -                         | Oficial de Policía                    | -                                           |

## Producción
La película fue dirigida por Anders Nilsson, escrita por Tage Åström con el apoyo de los escritores Anders Nilsson y Joakim Hansson en la historia, el concepto y los personajes.
Producida por Joakim Hansson, con la participación de los ejecutivos Jessica Ask, Klaus Bassiner, Calle Jansson, Nina Lenze y Åsa Sjöberg. 
La edición estuvo a cargo de Darek Hodor.
La música estuvo bajo el cargo de Bengt Nilsson, mientras que la cinematografía en manos de Andreas Wessberg.
Filmada en Estocolmo, Condado de Estocolmo; en Gotemburgo y en Björkö, Västra Götaland, en Suecia.
La película fue estrenada el 24 de octubre de 2012 en con una duración de 1 hora con 37 minutos en Suecia.	
La película contó con el apoyo de la compañía productora "Strix Drama". En el 2012 la película fue distribuida por "Nordisk Film" en Suecia por DVD y en el 2013 por "Red Arrow International" en todo el mundo y por todos los medios de comunicación.

### Emisión en otros países
| País     | Título                                            | Fecha de Estreno         |
| -------- | ------------------------------------------------- | ------------------------ |
| Alemania | GSI - Spezialeinheit Göteborg: Ein perfekter Plan | 28 de septiembre de 2012 |
| Hungría  | Johan Falk: Rablások rablása                      | -                        |